# Natie van Lucca
De Natie van Lucca was een Brugse gemeenschap van buitenlandse handelaars, afkomstig uit de Italiaans stadstaat Lucca.

## Geschiedenis
Vanaf de veertiende eeuw was in Brugge, naast andere Italiaanse naties, de 'natie' Lucca aanwezig. Het betekent niet dat al voordien geen handelaars uit deze stad in Brugge zouden actief geweest zijn, maar het is wel pas vanaf 1369 dat ze over officiële door de plaatselijke overheid goedgekeurde statuten beschikten.
Door deze statuten beschikte de Luccagemeenschap over extraterritoriale bevoegdheden en voorrechten, onder leiding van een jaarlijks gekozen consul en drie bijzitters. De handel binnen de natie werd volgens de eigen regels georganiseerd en zelfs de rechtsmacht, zowel betreffende commerciële als persoonlijke zaken werd binnen de natie behandeld, met de consul als rechter. De genootschap gaf als zijn belangrijkste doel aan de verering te bevorderen van de Volto Santo, het miraculeuze kruisbeeld dat Lucca beschermde. Hiervoor vergaderden ze in het klooster van de augustijnen, in wiens kerk ze hun eigen altaar hadden. Zijn tweede doel was de vrede en eendracht te bevorderen onder de in Brugge verblijvende burgers van Lucca. De groep beschikte over een natiehuis, op de hoek van de Naaldenstraat en de Kuipersstraat. 
In de praktijk betekende de groepering het verdedigen van de gemeenschappelijke belangen, onder meer tegenover de lokale overheden en de lokale belangengroepen. De leden van de natie konden steeds rekenen op de steun van de consul en van de hele groep, maar moest op zijn beurt steeds hulp en bijstand verlenen aan de andere leden. Hun zelfstandigheid en hun eigen nationaliteit werd bevestigd door het zegel dat ze mochten gebruiken en waarop geschreven stond Sigillum Lucensium Communitatis Brugis Commorantium.
De specialist van de Italiaanse naties in Brugge, Raymond De Roover, heeft de Luccanatie beschreven als een van de meest welvarende. Ze waren dat door hun handel in luxetextiel, gelet op de hoofdzakelijke industrie in Lucca, meer bepaald de zijde, die alleen diende voor de hoogste klassen (klederen, gordijnen, baldakijnen, bedsteden) en voor liturgische gewaden. Lucca weerstond aan de concurrentie van andere steden, die zich stilaan de geheimen van de zijdeproductie eigen maakten. Pas in de loop van de vijftiende eeuw werd die concurrentie een probleem voor Lucca. De Brugse leden van de Luccanatie registreerden de bestellingen die door de burgerlijke en geestelijke hoogwaardigheidsbekleders werden meegedeeld en ze zorgden voor de uitvoering ervan in Lucca. Ze hielden ook een voorraad in huis van goederen die ze in consignatie ontvingen en die ze poogden aan de beste prijs te verkopen. Naast zijde behoorden ook fluweel, goud- en zilverbrokaat tot hun handelswaren.
Buitenlandse verkopers van deze producten mochten ze in principe enkel op de markt brengen via de tussenkomst van de lokale textielhandel. Dit gebeurde echter vaak niet en gaf dan aanleiding tot heel wat betwistingen en zelfs processen.
Middeleeuwse kooplui hielden het niet bij een paar specialiteiten, maar spreidden hun niet onbelangrijke risico's door zich op uiteenlopende domeinen te laten gelden. Zo vond men de kooplieden uit Lucca ook als handelaars in specerijen, in Engelse wol, in Engels en Vlaams laken, als verzekeraars, als wisselagenten en bankiers. De meest opvallende in deze diversificatie was de familie Rapondi, met kantoren in Brugge, in Parijs en Avignon. De Rapondis verkochten, naast de hierboven gemelde producten, ook zuiderse vruchten zoals appelsienen, vijgen, amandels en krenten. De belangrijkste onder hen was Dino di Rapondi, die de bankier van de Bourgondische hertogen werd. Toen in 1396 Jan zonder Vrees gevangen werd genomen door de Turken, richtte zijn vader zich tot Rapondi om over het losgeld te gaan onderhandelen met de sultan, wat hij met succes realiseerde, weliswaar tegen de uiterst hoge losprijs van 200.000 gulden. Hij was niet de enige. Onder graaf Lodewijk van Male was de muntmeester de uit Lucca afkomstige Percevallo del Portico. Na hem was het Bardo de Malpigli, maar dat liep slecht af, want hij sloeg met de kassa op de vlucht. De graaf was verplicht het deficit te dekken. Een andere Brugse muntmeester afkomstig uit Lucca was Giovanni Antellominelli. In de vijftiende eeuw was het de bankier Arnolfini die op het voorplan trad.
De Luccagemeenschap bestond in 1377 uit 45 kooplieden, met hun families. Dit aantal verminderde stilaan om in 1477 nog slechts een dozijn kooplieden te tellen. In de 17e en 18e eeuw bleven er nog slechts heel geringe herinneringen over aan de vroeger welvarende natie.
De statuten van 1368 werden in 1498 herzien. Ze bleven rechtsgeldig, maar de natie werd vanaf het begin van de zestiende eeuw een heel kleine genootschap, die weldra weinig meer betekende. In 1516 verhuisde de natie van Lucca, net als die van Genua en Florence, naar Antwerpen.